# スタンプ (駆逐艦)
|          | |
| 艦歴     | |
| 発注     | 1972年1月26日 |
| 起工     | 1975年8月25日 |
| 進水     | 1977年1月1日 |
| 就役     | 1978年8月19日 |
| 退役     | 2004年10月22日 |
| 除籍     | 2004年10月22日 |
| その後   | 2006年6月7日に標的艦として海没処分 |
| 性能諸元 | |
| 排水量   | 8,040 トン |
| 全長     | 172 m (563 ft) |
| 水線長   | 61 m (529 ft) |
| 全幅     | 16.8 m (55 ft) |
| 吃水     | 8.8 m (29 ft) |
| 機関     | COGAG方式、2軸推進 ゼネラル・エレクトリック LM2500 4基、80,000shp |
| 最大速力 | 32.5+ ノット (60 km/h) |
| 航続距離 | 6,000 海里 (11,000km、20kt/h) 3,300 海里 (6,000km、30kt/h) |
| 乗員     | 士官19名、兵員315名 |
| 兵装     | 54口径Mk.45 5インチ単装砲 2基 Mk.41 Mod.1 VLS 61セル （トマホーク、アスロック VLA） Mk.112 アスロック 8連装発射機 1基（Mk.41 VLSに換装し撤去） Mk.29シースパローIBPDMS 8連装発射機 1基 Mk.15 20mmファランク スCIWS 2基 Mk.141 ハープーンSSM 4連装発射筒 2基 Mk.49 RAM短 SAM 21連装ミサイル発射機 1基 Mk.32 短魚雷3連装発射管 2基 |
| 搭載機   | SH-2F LAMPSI（改装後SH-60B シーホークLAMPSIII）2機搭載可能 |
| モットー | Tenacity: Foundation of Victory |

USSスタンプ (USS Stump, DD-978) は、アメリカ海軍の駆逐艦。スプルーアンス級駆逐艦の16番艦。艦名はフェリックス・バドウェル・スタンプ提督に因む。

## 艦歴
スタンプは1975年8月25日にミシシッピ州パスカグーラのインガルス造船所で起工、1977年1月29日に進水、1978年8月19日に就役した。
1980年の初回配備では地中海に展開し、第14駆逐戦隊の旗艦を務める。スタンプは黒海での作戦活動に従事し、港湾訪問および対潜活動を行った。その顕著な活動の功績としてスタンプは第6艦隊司令官よりホーケム賞を受賞した。
翌81年は演習「UNITAS XXII」において旗艦を務める。この演習中に訪れたブラジルで、マスコットのフェリックス（アマゾンオウム）を贈呈された。
1982年10月、スタンプは中東派遣部隊の一部としてペルシャ湾に展開し、レーダーピケット任務に従事した。1983年3月に帰還し、空軍との合同演習「Solid Shield '83」に参加する。
1984年3月、スタンプはウェストバージニア州の旗艦に採用された。続いてニューオーリンズを訪問し、ニューオーリンズ国際河川博覧会における海軍のホストシップを務める。また同年には艦砲射撃訓練で500点中496点を得、ジェームズ・F・チェゼック記念砲術賞を受賞した。
大西洋艦隊総司令官のW・L・マクドナルド大将が1985年3月の演習「CARIBOPS '85」の際に座乗する。カリブ海でスタンプは艦砲射撃訓練において500点中495点を獲得し、大西洋艦隊「トップ・ガン」賞を受賞した。その後演習「UNITAS XXVI/WATC '85」に参加、南米8カ国およびアフリカ6カ国を訪問した。1986年には海軍最新のソナー、AN/SQS-53Cをテストするためのプラットフォームとして選ばれ、またその活動の功績をたたえた戦闘効率賞を受賞した。
1988年にはドワイト・D・アイゼンハワー空母戦闘グループ (MED 3-88) の一部として地中海に展開した。4月にスタンプは、ペルシャ湾で機雷による損傷を受けたサミュエル・B・ロバーツ (USS Samuel B. Roberts, FFG-58) に代わって同地に展開した。活動後8月にノーフォークに帰還する。10月には6週間のカリブ海配備に就く。12月、スタンプは二度目の戦闘効率賞を受賞した。
1990年8月、エイボンデール造船所においてオーバーホールが行われた。この際の改装工事でMk.41 VLSが搭載されたため、トマホーク巡航ミサイルによる対地攻撃能力が付与され、対潜システムがAN/SQQ-89に変更された。その後も発展余裕のある船体を生かして、搭載機のSH-2からSH-60への変更による対艦対潜能力向上、RAM艦対空ミサイル搭載での個艦防空能力強化が行われた。

スタンプは2004年10月22日に退役し同日除籍された。しばらくフィラデルフィアの海軍艦艇保管施設で保管された後、2006年6月7日に姉妹艦のコンテ・ド・グラース (USS Comte de Grasse, DD-974) と共にノースカロライナ沖合で標的艦として海没処分された。